# Daniel Guzmán (ur. 1965)
Daniel „Travieso” Guzmán Castañeda (ur. 31 grudnia 1965 w Guadalajarze) – meksykański piłkarz występujący na pozycji napastnika, reprezentant Meksyku, trener piłkarski.
Jego syn Daniel Guzmán Jr., szwagier Octavio Mora, brat szwagra Víctor Hugo Mora oraz siostrzeniec Jorge Mora również są piłkarzami.

## Kariera klubowa
Guzmán pochodzi z miasta Guadalajara. Studiował prawo na Universidad de Guadalajara, jednocześnie grając w tamtejszej drużynie piłkarskiej, której jest wychowankiem. Właśnie w barwach Universidadu, jako osiemnastolatek, zadebiutował w meksykańskiej Primera División, 19 sierpnia 1984 w zremisowanym 2:2 meczu z Deportivo Neza. Szybko został podstawowym napastnikiem ekipy, a już rok później jego dobra gra zaowocowała nagrodą dla odkrycia sezonu ligi. W sezonie 1988/1989 dotarł z Universidadem do finału krajowego pucharu – Copa México, z siedmioma golami na koncie zostając wówczas królem strzelców tych rozgrywek. Rok później, w rozgrywkach 1989/1990, osiągnął tytuł wicemistrza kraju, za to w sezonie 1990/1991 triumfował w rozgrywkach krajowego pucharu. Latem 1991 przeszedł do stołecznego Atlante FC; w rozgrywkach 1992/1993 zdobył 19 goli w 31 meczach, wywalczył jedyne w karierze mistrzostwo Meksyku i został wybrany przez dziennik Esto najlepszym napastnikiem sezonu.
W 1993 roku Guzmán przeszedł do zespołu Club Santos Laguna, z którym w sezonie 1993/1994 zdobył wicemistrzostwo Meksyku. W 1994 roku powrócił do swojego rodzinnego miasta, podpisując kontrakt z jednym z najbardziej utytułowanych klubów w kraju – Chivas de Guadalajara. Występował w nim przez dwa lata, jednak nie osiągnął żadnych sukcesów. Z podobnym skutkiem reprezentował barwy w kolejnej ekipy, Puebla FC. W 1997 roku wyjechał do USA, gdzie został graczem San Jose Clash, gdzie rozegrał trzy mecze w Major League Soccer bez zdobyczy bramkowej. W sezonie 1997/1998 grał w trzecim już zespole z Guadalajary, Club Atlas. Karierę zakończył w wieku 32 lat w prowadzonej przez Javiera Aguirre drużynie CF Pachuca. W 2007 roku trafił do galerii sław jako trzeci najlepszy strzelec w historii piłki nożnej w stanie Jalisco.

## Kariera reprezentacyjna
W 1986 roku Guzmán razem z młodzieżową kadrą wziął udział w Igrzyskach Ameryki Środkowej i Karaibów w Dominikanie, gdzie jego zespół zajął trzecie miejsce, otrzymując brązowy medal. W seniorskiej reprezentacji Meksyku zadebiutował za kadencji selekcjonera Mario Velarde, 26 kwietnia 1988 w wygranym 4:1 meczu towarzyskim z Salwadorem, w którym strzelił również pierwszego gola w drużynie narodowej. Nie potrafił sobie jednak wywalczyć miejsca w podstawowym składzie kadry, występując przeważnie w sparingach. W 1993 roku został powołany przez szkoleniowca Miguela Mejíę Baróna na turniej Copa América, gdzie Meksykanie dotarli aż do finału, a sam Guzmán nie wystąpił w żadnym meczu. Występował również w zakończonych powodzeniem eliminacjach do Mistrzostw Świata 1998, lecz nie znalazł się ostatecznie w składzie na mundial.

## Kariera trenerska
Po zakończeniu kariery piłkarskiej Guzmán został trenerem. Po zdobyciu odpowiednich uprawnień w mieście Meksyk podjął samodzielną pracę trenerską w trzecioligowym CF Cihuatlán. Z walczącej początkowo o utrzymanie drużyny stworzył jeden z najsilniejszych zespołów na tym szczeblu rozgrywek. W sezonie Invierno 2001 jego ekipa wygrała rozgrywki trzeciej ligi, awansując do drugiej ligi, z bilansem największej liczby strzelonych bramek i najmniejszej straconych. Po tym sukcesie został szkoleniowcem drugoligowego Bachilleres, z którym nie odniósł żadnego osiągnięcia. W 2002 roku podjął pierwszą pracę w najwyższej klasie rozgrywkowej, ze swoją byłą drużyną Chivas de Guadalajara. Mimo przeciętnych wyników zdołał z nią dotrzeć do ćwierćfinału fazy play–off, a po przejęciu klubu przez biznesmena Jorge Vergarę został zwolniony. W 2003 roku został trenerem Tiburones Rojos de Veracruz, który najpierw obronił przed spadkiem a następnie doszedł do półfinału play–offów. Dzięki temu został nominowany przez Meksykański Związek Piłki Nożnej do tytułu trenera roku. W 2004 roku został szkoleniowcem CD Irapuato, lecz podczas przygotowań do sezonu władze ligi zdecydowały się pomniejszyć ją do osiemnastu drużyn, przez co Irapuato spadło na drugi poziom rozgrywek, a Guzmán odszedł z ekipy.
W rozgrywkach Clausura 2005, jako szkoleniowiec klubu Tecos UAG z miasta Guadalajara, zdobył pierwszy tytuł w karierze trenerskiej – wicemistrzostwo Meksyku i został wybrany najlepszym trenerem stanu Jalisco w plebiscycie radia Super Sport. Mimo sukcesów odszedł z ekipy po nieporozumieniach z zarządem i objął rywala zza miedzy, Club Atlas, z którym nie odniósł żadnego osiągnięcia. W 2006 roku został zakontraktowany przez klub Querétaro FC, lecz zrezygnował kilka dni później, również z powodu różnicy poglądów z zarządem drużyny. W tym samym roku podpisał umowę z Club Santos Laguna z miasta Torreón, którego barwy reprezentował już jako piłkarz. Pod jego przywództwem drużyna została czołową w kraju – kilka razy awansował z nią do fazy play–off, brał udział w turniejach międzynarodowych, a w sezonie Clausura 2008 wywalczył z nią pierwsze w roli trenera mistrzostwo Meksyku. Dwukrotnie był nominowany do nagrody najlepszego szkoleniowca sezonu, a w 2008 roku został honorowym obywatelem stanu Coahuila.
Po trzech latach spędzonych w Santosie Laguna, Guzmán podpisał kontrakt z Tigres UANL z miasta Monterrey. W 2009 roku triumfował z nim w rozgrywkach SuperLigi, a po roku odszedł ze stanowiska. W sezonie 2011/2012 bez sukcesów prowadził po raz drugi Tiburones Rojos de Veracruz, wówczas występującego już drugiej lidze, zaś w sierpniu 2012 zastąpił Daniela Bartolottę na stanowisku szkoleniowca ekipy Puebla FC. Z pracy w tej ekipie zrezygnował po zaledwie dwóch miesiącach. Pod koniec stycznia 2013 objął funkcję szkoleniowca klubu Atlante FC z miasta Cancún, którego barwy reprezentował dwadzieścia lat wcześniej jako piłkarz, kiedy drużyna ta miała jeszcze siedzibę w stołecznym mieście Meksyk. Pracował tam jednak tylko przez trzy miesiące; w trzynastu ligowych meczach poniósł aż dziewięć porażek, lecz równocześnie dotarł do finału krajowego pucharu – Copa MX, w którym jego podopieczni przegrali z Cruz Azul dopiero po rzutach karnych. Mimo to w maju został zwolniony ze stanowiska. We wrześniu 2014 został następcą Césara Faríasa w ekipie Club Tijuana.